# Lasne
Lasne (en való Lane) és un municipi belga del Brabant Való a la regió valona. Està formada per les seccions de Couture-Saint-Germain, Lasne-Chapelle-Saint-Lambert, Maransart, Ohain i Plancenoit.

## Agermanaments
- Azay-le-Rideau
- Abbeville (Louisiana)